# Dolicharthria mabillealis
Dolicharthria mabillealis là một loài bướm đêm trong họ Crambidae.